# 格爾達·塔羅
格尔达·塔罗（德語：Gerda Taro，又译姬达·塔罗，1910年8月1日—1937年7月26日），真名為格爾達·波荷雷勒（Gerta Pohorylle），德国战地摄影师，摄影师安德鲁·弗里德曼的同伴和同事。她被认为是第一位在战争中报道前线时牺牲的女摄影记者。
1937年，她在西班牙内战的前线上牺牲。

## 早年生活
塔罗在符腾堡王国（1806年-1918年德国一成员邦国）斯图加特出生，成长于一个中产阶级犹太族家庭。曾在一所瑞士寄宿学校就读。
1929年，在纳粹德国上台前，时年19岁的她随整个家庭搬到了德国的莱比锡，并加入了反对纳粹党的左翼团体。1933年，她因发布反国家社会主义宣传的内容而遭到拘捕。最终，整个家族被迫离开纳粹德国四散奔逃，是为诀别。

## 接触摄影
1934年，塔罗逃离希特勒的统治之下的德国，搬到了巴黎。次年，她遇到了摄影记者安德烈·弗里德曼（安德烈往往被称为罗伯特卡帕，而卡帕这一身份实为二人共同虚构），一位匈牙利犹太人。塔罗跟随他学习摄影，并成为他的私人助理。
后来，他们坠入爱河。在那个年代，犹太人越来越难找到工作，于是塔罗和安德烈一起虚构了后来家喻户晓的“罗伯特卡帕”这一身份，以这个名字在许多知名刊物发布作品。塔罗也开始为摄影联盟工作，担任图片编辑。
塔罗和卡帕之间的爱情，是摄影史上的一段佳话。

## 在西班牙内战
1936年，西班牙内战爆发，塔罗前往西班牙巴塞罗那，与卡帕和David“Chim”Seymour一起报道战事。在那里，塔罗获得了“小金发女郎”（Lapequeñarubia）的绰号。他们在阿拉贡东北部和科尔多瓦南部一起报道这场战争。
其间，源于对职业的热爱，她拒绝了卡帕的求婚。
此外，她公开与反法西斯的欧洲知识分子（欧内斯特海明威，乔治奥威尔）联络，一起为西班牙共和国斗争。
在瓦伦西亚爆炸事件中，塔罗拍下了她最著名的摄影作品。1937年7月，当她独自一人在马德里附近的布鲁内特地区为Ce Soir进行采访时，国际媒体注意到了塔罗的照片。虽然民族主义宣传声称该地区处于其控制之下，但共产党军队实际上已迫使他们撤出。
塔罗和她的相机是那个现场唯一的见证者和真实记录者。

## 牺牲
在布鲁内特战役共和军撤退期间，塔罗跳上一辆载有受伤士兵的汽车的踏板。一辆共产党军队的军坦克撞到了汽车的侧面，塔罗受了重伤，次日，即1937年7月26日，塔罗身亡。
英国记者罗宾·斯图默（Robin Stummer）在“ 新政治家 ”（New Statesman）杂志上撰文，质疑塔罗死亡的原因。 斯图默援引勃兰特，即后来的西德总理兼塔罗在的西班牙内战期间的朋友，说她是被苏联大清洗迫害身亡的。但是，斯图默没有提供其他证据来支撑这一说法。
据目击者称，她被一辆倒车中的坦克碾过，几小时后她在El Goloso一家英国医院中死亡。在接受西班牙日报ElPaís采访时，布鲁内特战役中一名共产党士兵的侄子解释说，她在一次事故中丧生。
基于她的政治宣誓，塔罗是一位反法西斯主义者。1937年8月1日，在她27岁生日那天，法国共产党在巴黎举行了一场盛大的葬礼，将她埋葬在拉雪兹神父公墓，并委托阿尔贝托·贾科梅蒂为她的坟墓建造了一座纪念碑。
2018年初，治疗她的医生的儿子发布了一张据称是她临终时的照片。

## 身后
2007年9月26日，国际摄影中心开设了第一个美国塔罗摄影作品大型展览。
2016年夏天，塔羅拍摄的西班牙内战照片在莱比锡摄影节的一角露天展示，活动结束时，主办方决定展示部分将永久保存，费用由众筹获得，但不久之后，在8月4日，塔羅的作品被涂黑并被毁掉。主办方通过众筹项目来恢复正在进行的工作，但破坏仍然存在。人们怀疑这种破坏的动机是反难民或反犹太主义情绪。
格爾達·塔羅于2018年8月1日在Google的Doodle上亮相，谨表缅怀。

## 脚注
- "International Center of Photography Holds First Major Exhibition of Taro's Work （页面存档备份，存于）", New York Times, 22 September 2007.
- New Statesman – Accidental heroine （页面存档备份，存于） (information on the circumstances of Taro's death), 2008-08-09. Retrieved 2013-09-19.